# Christian Fühner

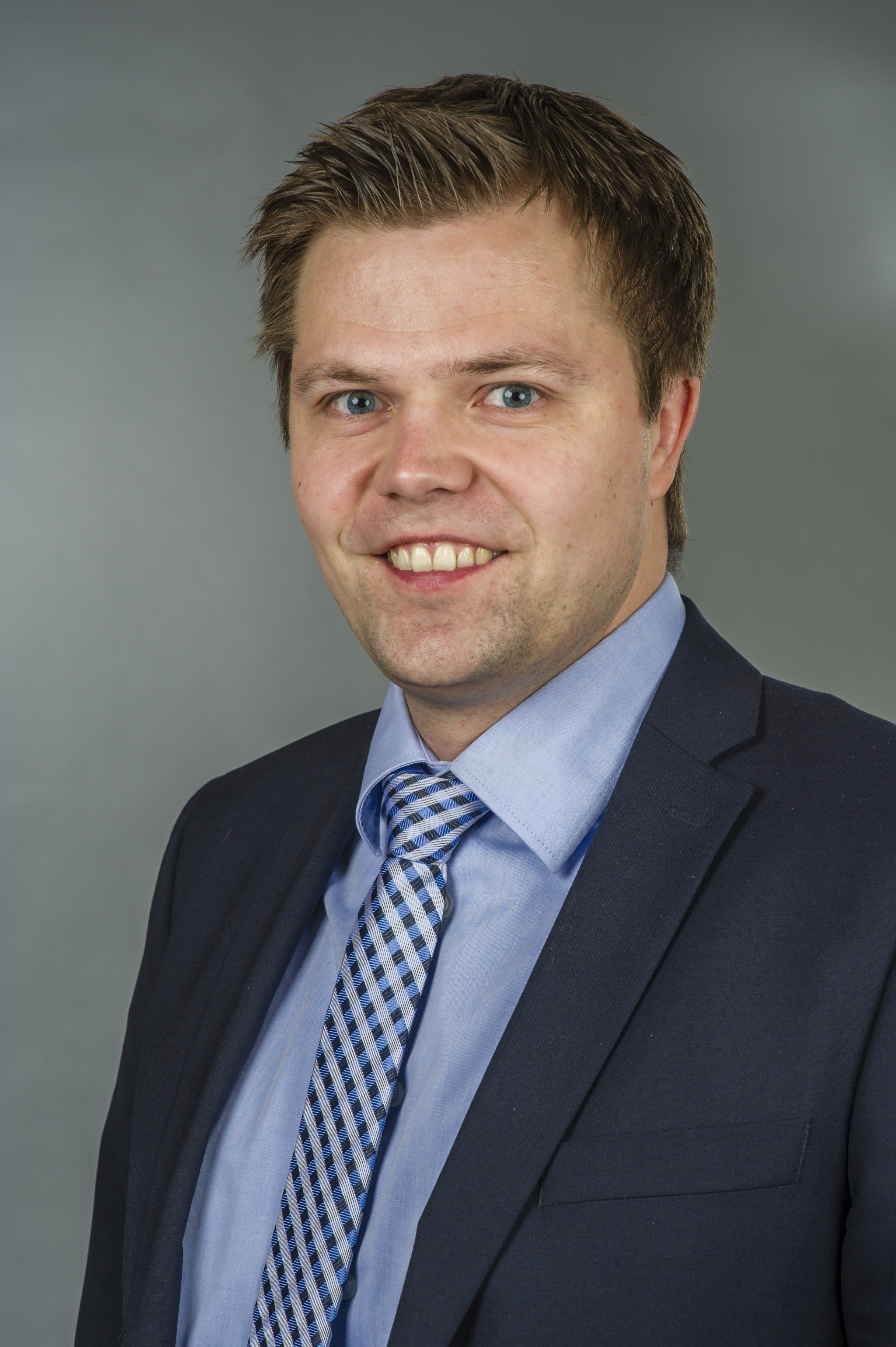
Christian Fühner, 2018

Christian Fühner (* 29. Mai 1987 in Lingen (Ems)) ist ein deutscher Politiker (CDU). Er ist seit 2017 Abgeordneter des Niedersächsischen Landtags und war bis 2022 Landesvorsitzender der Jungen Union Niedersachsen.

## Leben
Nach dem Abitur am Gymnasium Leoninum in Handrup 2007 absolvierte Fühner eine dreijährige Ausbildung zum Bankkaufmann bei der Volksbank Haselünne eG. Im Anschluss daran begann er ein Studium der Wirtschaftswissenschaften und der speziellen Wirtschaftslehre an der Universität Duisburg-Essen, das er mit der Erlangung des Ersten Staatsexamens beendete. Danach absolvierte er ein Lehramtsreferendariat an den Berufsbildenden Schulen in Bersenbrück. Seit dem 1. Mai 2017 bis zu seiner Wahl als Landtagsabgeordneter war er als Studienrat an der Berufsbildenden Schule Wirtschaft in Lingen tätig.
Fühner war seit 2006 Mitglied der Jungen Union und war Vorsitzender im Bezirk Emsland-Osnabrück sowie deren Kreisvorsitzender im Altkreis Lingen. Seit 2011 ist er Mitglied des Ortsrats des Lingener Ortsteils Holthausen, sowie seit 2011 Mitglied im Stadtrat der Stadt Lingen und ebenfalls seit 2011 Mitglied im Kreistag des Landkreises Emsland.
Bei den Landtagswahlen 2017 und 2022 wurde Fühner als Direktkandidat des Wahlkreises Lingen in den Niedersächsischen Landtag gewählt. Seit 2022 ist bildungspolitischer Sprecher der CDU-Fraktion.
Am 30. März 2019 wählten ihn die Delegierten der Jungen Union Niedersachsen auf dem 53. Niedersachsentag mit 85,14 % zum Landesvorsitzenden. Er folgte damit auf Tilman Kuban, der zuvor Bundesvorsitzender der Jungen Union Deutschlands geworden war.
Er nennt als seine politischen Schwerpunkte Bildung und Finanzen. Fühner ist verheiratet und lebt in Holthausen-Biene.